# 詩情
| ウィキペディアには「詩情」という見出しの百科事典記事はありません（タイトルに「詩情」を含むページの一覧/「詩情」で始まるページの一覧）。 代わりにウィクショナリーのページ「詩情」が役に立つかもしれません。 |